# Campionati svedesi di sci alpino 1993
Ai Campionati svedesi di sci alpino 1993 furono assegnati i titoli di discesa libera, supergigante, slalom gigante, slalom speciale e combinata, sia maschili sia femminili.

## Risultati
| Specialità      | Uomini         | Donne              |
| --------------- | -------------- | ------------------ |
| Discesa libera  | Magnus Oja     | Linda Ydeskog      |
| Supergigante    | Patrik Järbyn  | Josefin Edvinsson  |
| Slalom gigante  | Johan Wallner  | Ylva Nowén         |
| Slalom speciale | Thomas Fogdö   | Kristina Andersson |
| Combinata       | Tobias Hellman | Linda Ydeskog      |